# Protaetia kulabensis
Protaetia kulabensis är en skalbaggsart som beskrevs av Edmund Reitter 1893. Protaetia kulabensis ingår i släktet Protaetia och familjen Cetoniidae. Inga underarter finns listade i Catalogue of Life.